# مولاثيجي بوديلي
مولاثيجي بوديلي (بالإنجليزية: Molathegi Podile)‏ هو لاعب كرة قدم بوتسواني سابق، لعب مع منتخب بوتسوانا مباراة واحدة عام 1999.

## وصلات خارجية
مولاثيجي بوديلي على موقع ناشيونال فوتبول تيمز (الإنجليزية)